# Kutlu Adalı
Kutlu Adalı (Nicosia, 1935- Nicosa, 6 de julio de 1996) fue un periodista turcochipriota, poeta e investigador sociopolítico.

## Biografía
Cuando tenía tres años, su familia emigró a Antalya, Turquía. Después de terminar sus estudios secundarios, regresó en 1954 a Chipre para trabajar en la Cámara Comunal Turca de Chipre. Antes de su jubilación, fue jefe del Departamento de Población e Inscripción de Nacimientos de la República Turca del Norte de Chipre.
En los años que precedieron a su asesinato, Kutlu Adali era un periodista muy respetado que trabajaba para el periódico Yeni Düzen en Nicosia, escribiendo diariamente en su columna From Blue Cyprus. Si bien sus primeras obras, incluidos sus libros y publicaciones periódicas, eran de contenido nacionalista, sus últimas contribuciones fueron críticas con el entonces sistema derechista que prevalecía en el norte de la isla.
El 6 de julio de 1996 fue asesinado fuera de su casa. Hasta el día de hoy, los autores de este crimen aún no han sido llevados ante la justicia. Algunas fuentes afirman que los Lobos Grises son responsables de su muerte; sin embargo, otra fuente afirma que la responsable fue la Brigada de Venganza Turca.

## Publicaciones
- Köy Raporları (1961, 1962, 1963)
- Dağarcık (1963)
- Söyleşi (1968)
- Çirkin Politikacı (1969)
- Hayvanistan (1969)
- Sancılı Toplum (1969)
- Köprü (1969)
- Şago (1970)
- Nasrettin Hoca ve Kıbrıs (1971)